# منامام
منامام (به هلندی: Menaldum) یک منطقهٔ مسکونی در هلند است که در منامرادیل واقع شده‌است. منامام ۲٬۶۰۹ نفر جمعیت دارد.